# Sefanaia Sukanaivalu
Le caporal Sefanaia Sukanaivalu, né le 1er janvier 1918 sur l'île de Yacata (de) aux Fidji et tué à la guerre le 23 juin 1944 à Mawaraka sur l'île de Bougainville, est un soldat fidjien, récipiendaire à titre posthume de la croix de Victoria, la plus haute distinction distinction militaire reconnaissant le courage d'un soldat de l'Empire britannique ou du Commonwealth.

## Biographie

### Jeunesse
Natif de l'archipel de Lau, il porte le nom Sukanaivalu, qui signifie « revenu de la guerre », car sa naissance coïncide avec le retour au pays de Ratu Paula Raikaki, le Tui Yacata, chef coutumier de l'île de Yacata, qui était parti à la guerre en France durant la Première Guerre mondiale. Le garçon nait prématuré de deux mois.
Il est scolarisé dans une école méthodiste sur l'île de Taveuni, puis suit une formation de charpenterie dans une école technique de l'Église méthodiste à Davuilevu, sur l'île de Viti Levu. Il est par ailleurs bon joueur de rugby, bon à la boxe et chante bien. En 1938, à l'issue de sa formation, il est employé comme charpentier à la mine d'or de Vatukoula (en).

### Engagement militaire
En 1942, durant la Seconde Guerre mondiale, a lieu un appel aux volontaires pour se joindre aux forces armées des Fidji. Sefanaia Sukanaivalu s'accorde avec ses frères : Son frère aîné Aisea et lui rejoignent l'armée, tandis que leur petit frère Eroni s'occupera de leurs parents. Âgé de 24 ans, Sefanaia Sukanaivalu est affecté au 3e bataillon du Régiment d'infanterie des Fidji,. Pour la guerre du Pacifique, ce régiment est intégré au XIVe corps de la US Army.
Fait caporal et commandant un détachement d'hommes, Sefanaia Sukanaivalu participe aux combats contre les forces japonaises durant la campagne de Bougainville. Après un débarquement amphibie sur l'île de Bougainville, le 3e bataillon est chargé de détruire des postes de défense japonais. Le 23 juin 1944, le jeune caporal parvient, en rampant et sous le feu ennemi, à secourir deux soldats blessés dans un guet-apens. En tentant d'en secourir un troisième, il est grièvement blessé à l'aine et aux cuisses. Ses hommes tentent en vain de le secourir à son tour, désobéissant à l'ordre qu'il leur donne de se replier. Afin qu'ils ne soient pas tués en lui venant en aide, Sefanaia Sukanaivalu se lève et s'expose délibérément à l'ennemi. Il est abattu d'une rafale de balles de mitrailleur, sa mort contraignant ses hommes à se replier plutôt qu'à se sacrifier pour lui. Le 2 novembre, il est décoré à titre posthume de la croix de Victoria, pour son très grand héroïsme ayant sauvé la vie de deux hommes blessés, et pour son sacrifice sauvant la vie des hommes sous son commandement,,,,,. C'est la première croix de Victoria décernée à un soldat colonial d'ascendance non-européenne durant la Seconde Guerre mondiale, et la seule jamais décernée à un Fidjien,.

### Sépulture et commémoration
Son corps et ceux de ses camarades tombés au combat à Mawaraka sont retrouvés début 1945. Le jeune Fidjien, tué à l'âge de 26 ans, est inhumé avec les honneurs dans un cimetière militaire australien sur Bougainville, à l'issue d'une cérémonie au cours de laquelle son cercueil est porté par des soldats fidjiens, australiens et américains. Son corps est par la suite déplacé au cimetière du mémorial de guerre de Rabaul, sur l'île de Nouvelle-Bretagne en Papouasie-Nouvelle-Guinée, où sa sépulture est entretenue par la Commission des sépultures de guerre du Commonwealth. Le Premier ministre fidjien Ratu Sir Kamisese Mara s'y rend en hommage en 1975.
La date de son sacrifice, le 23 juin, demeure commémorée aujourd'hui par les Forces militaires de la république des Fidji et par le gouvernement fidjien comme Infantry Day (le Jour de l'Infanterie), journée du souvenir du caporal Sefanaia Sukanaivalu et de tous les soldats fidjiens morts aux diverses guerres auxquelles ils ont participé,,. Une plaque en son honneur est dévoilée en 2016 lors d'une cérémonie militaire en présence du président de la République, le major-général Jioji Konrote, et du Premier ministre Frank Bainimarama, et une rue à Suva, la capitale des Fidji, porte son nom.